# Tijdlijn van Arda
Hieronder een chronologie van Arda, de wereld uit de werken van J.R.R. Tolkien. Midden-aarde is een onderdeel van Arda.

## Voor het ontstaan van Arda
- Eru Ilúvatar maakt de Tijdloze Zalen en de Ainur.
- De ainur maken de Ainulindalë, de Muziek van de ainur, die tot een visioen van Arda leidt. Melkor probeert dit thema naar eigen hand te zetten.
- Ilúvatar schept Eä met het Geheime Vuur binnenin.
- Vele ainur betreden Eä.

## Gebeurtenissen in Arda
De data voor de schepping van de Zon zijn in Valiaanse Jaren die veel langer zijn dan zonnejaren. Soms is de exacte datum van een gebeurtenis onduidelijk.

### Valiaanse Jaren

#### Begin der Tijden
- 1 - Na lange tijd aan allerlei scheppingen gewerkt te hebben in de zalen van Eä, betreden de valar Arda.
- Eerste Oorlog: Melkor opent met zijn dienaren de aanval op de valar om de perfectie van Arda te verhinderen.
- 1500 - Tulkas daalt af naar Arda, als laatste vala die dit doet. Melkor vlucht voor hem weg van Arda.
- De valar beginnen Arda opnieuw naar hun zin te vormen.

#### Jaren van de Lampen
- 1900 - De valar zetten de Twee Lampen, Illuin en Ormal op om licht te brengen in Arda.
- De valar ronden hun ordening af. In een groot meer in het hart van het continent Endor (Midden-aarde) maken ze het eiland Almaren om op te wonen.
- De Lente van Arda: de wouden groeien en vele diersoorten ontwaken.
- 3400 - Bruiloft van Tulkas en Nessa. Melkor keert heimelijk terug en bouwt Utumno in het noorden.
- Melkor begint de landen en dieren van Arda te corrumperen, waardoor ze in monsterlijke schepsels veranderen. Hierop beginnen de valar zijn fort te zoeken.
- 3450 - Einde van de Lente van Arda: Melkor vernietigt de Twee Lampen en Almaren.
- De valar gaan in Aman wonen en werpen daarom de Pélori op, een bergketen om hun land te beschermen.
- Yavanna creëert de Twee Bomen van Valinor, Telperion en Laurelin.

#### Jaren van de Bomen
- Aulë maakt uit ongeduld de dwergen, maar mag hen van Ilúvatar niet eerder doen ontwaken dan de Kinderen van Ilúvatar. Yavanna zal dan, om de bomen te beschermen, de enten doen ontwaken.
- 4500 - De valar beraadslagen omdat met name Yavanna en Oromë zich ernstig zorgen maken over Midden-aarde, waar de Kinderen van Ilúvatar mogelijk zullen ontwaken.
- Varda schept nieuwe sterren en heldere sterrenbeelden zoals Menelmacar.
- 4550 - Varda voltooid haar werk van de Grote Sterren, met de Sikkel van de Valar in het noorden als uitdaging voor Melkor.

#### DeEerste Era
Nadat de Grote Sterren aan de hemel geplaatst zijn begint de Eerste Era van de Kinderen van Ilúvatar, maar nog wel in Valiaanse jaren.
- 4550 - De elfen ontwaken bij het meer van Cuiviénen.
- Ontwaken van de dwergen, bestaande uit zeven stamvaders en zes vrouwen. Alleen Durin heeft geen vrouw. De enten ontwaken ook.
- De maia Melian vertrekt naar Midden-aarde.
- 4580 - Melkor ontdekt de elfen en neemt er heimelijk een aantal gevangen.
- Melkor begint met het fokken van orks (waarschijnlijk door het martelen en corrumperen van elfen) en trollen. Durin de Onsterfelijke neemt zijn intrek in Khazad-dûm.
- 4585 - Oromë ontdekt de elfen.
- 4586 - Oromë keert terug in Valinor en vertelt de andere valar van de gevaren voor de elfen, waarna hij terstond teruggaat naar Cuiviénen.
- 4590 - De valar beginnen een oorlog tegen Melkor om de elfen te beschermen.
- 4592 - De valar belegeren Utumno.
- Melian vestigt zich in Nan Elmoth om te zorgen voor alles wat leeft in Beleriand.
- 4599 - Melkor wordt gevangengenomen en Utumno wordt verwoest. Sauron verbergt zich in Angband en blijft orks en trollen fokken.
- 4600 - Melkor wordt voor drie era's opgesloten in de Zalen van Mandos.
- 4601 - De valar nodigen de elfen uit in Aman te komen wonen.
- 4602 - Oromë brengt drie afgezanten van de elfen naar Aman: Ingwë van de Vanyar, Finwë van de Noldor en Elwë van de Teleri.
- 4604 - De afgezanten keren terug naar de elfen en overtuigen velen van hen mee te gaan naar Aman.
- 4605 - De elfen beginnen de Grote Reis. De achterblijvers worden de Avari genoemd.
- 4615 - De elfen bereiken een grote rivier die later de Anduin zal heten.
- Een groep Teleri verlaat de mars van de elfen bij de Anduin en wordt later de Nandor genoemd.
- De elfen beginnen de enten hun taal te leren.
- 4625 - De Vanyar en Noldor bereiken Beleriand.
- 4628 - Na een moeizame reis door de wouden van Eriador bereiken de Teleri Beleriand.
- 4630 - Elwë ontmoet Melian en raakt in trance.
- 4632 - Ulmo weigert langer te wachten tot Elwë gevonden is en neemt de Vanyar en de Noldor mee over zee, op het eiland Tol Eressëa. De Teleri blijven achter, op zoek naar hun heer.
- 4633 - De Vanyar en de Noldor gaan wonen in Tirion vlak bij Valimar.
- 4640 - Ingwë en vele andere Vanyar trekken verder naar Valimar om dichter bij Manwë te gaan wonen.
- 4642 - Yavanna geeft de Witte Boom, Galathilion, aan de Noldor.
- 4649 - Ulmo keert terug naar Midden-aarde om de Teleri op te halen. Velen blijven echter achter omdat Elwë nog altijd verdwenen is, en worden de Sindar. Een andere groep blijft op verzoek van Ossë en zij worden de elfen van de Falas, onder bevel van Círdan.
- 4651 - Tol Eressëa wordt vastgeklonken in de baai van Eldamar. De Teleri blijven er wonen en nemen Elwës broer Olwë als hun koning.
- 4652 - Elwë ontwaakt en wordt koning van de Sindar. Als Thingol Grijsmantel zetelt hij in Doriath.
- Finwë huwt Míriel.
- 4661 - De Teleri van Tol Eressëa leren de kunst van de scheepsbouw waarna ze naar het vasteland van Aman varen en daar de stad Alqualondë bouwen. Tol Eressëa is verlaten.
- 4665 - De laatste Vanyar verlaten Tirion en trekken naar Valimar.
- 4679 - Geboorte van Fëanor en dood van Míriel. Rúmil vindt het schrift uit.
- Dwergen nemen hun intrek in Nogrod en Belegost.
- Finwë huwt Indis; hun eerste dochter Findis wordt geboren.
- 4690 - Geboorte van Fingolfin.
- 4700 - Geboorte van Lúthien.
- circa 4690-4730 - Geboorte van Irimë.
- De elfen van de Falas sluiten een alliantie met de Sindar.
- 4730 - Geboorte van Finarfin.
- 4750 - De dwergen van Nogrod en Belegost beginnen handel te drijven met de elfen van Beleriand. Fëanor creëert de Tengwar.
- 4780 - Finarfin en Eärwen huwen.
- 4850 - Een groep Nandor onder leiding van Denethor trekken over de Ered Luin en worden de Laiquendi van Ossiriand.
- 4862 - Geboorte van Galadriel.
- 4900 - Melkor wordt vrijgelaten en veinst spijt. Heimelijk begint hij de Noldor te corrumperen.
- 4950 - Fëanor heeft de Silmarillen gesmeed.
- 4990 - Fëanor, opgestookt door Melkor, begint wapens te dragen. Wanneer hij het zwaard dreigt op te nemen tegen Fingolfin wordt hij uit Tirion verbannen. Zijn vader volgt hem naar Formenos en velen met hen.
- 4992 - Melkor verschijnt aan de poorten van Formenos maar wordt door Fëanor woedend weggestuurd. Melkor ontsnapt aan de valar en begint samen te werken met Ungoliant.
- 4995 - Om de gemoederen te sussen nodigt Manwë Fëanor uit op een festijn in Valimar. Melkor en Ungoliant vernietigen samen echter de Bomen en plunderen Formenos. Finwë wordt daarbij gedood en de Silmarillen geroofd. Fëanor noemt Melkor voor het eerst Morgoth en zweert met zijn zonen en Fingolfin een eed om de Silmarillen met geweld terug te nemen. Veel Noldor vertrekken uit Valinor. Bij Alqualondë begaan zij de Eerste Broedermoord door veel Teleri te doden om hun schepen in handen te krijgen.
- 4996 - De Vloek van Mandos: de Noldor die vertrokken worden verbannen uit Aman, en rondom Aman worden de Betoverde Eilanden opgeworpen, en de Pelóri worden verhoogd.
- 4997 - Na door zijn balrogs gered te zijn van Ungoliant keert Morgoth terug naar Angband en zet de Silmarillen in zijn kroon. De Eerste Slag van Beleriand wordt gevochten. Denethor sneuvelt en de Falas wordt belegerd. De Noldor komen aan bij Helcaraxë. Fëanor en verraadt zijn broers door bij aankomst op de kust van Midden-aarde de schepen te verbranden. Fingolfin trekt met de zijnen via het ijs van Helcaraxë naar Midden-aarde. Finarfin keert terug naar Valinor. Morgoth valt Fëanor aan in de Dagor-nuin-Giliath (Slag onder de Sterren). Fëanor wordt door Balrogs gedood.
- De valar scheppen de zon en de maan uit een laatste vrucht van Laurelin en een laatste bloem van Telperion.
- 5000 - Fingolfin en de zijnen bereiken Midden-aarde. De Zon komt voor het eerst op.

### Jaren van de Zon

#### De Eerste Era
Hoewel er officieel geen nieuwe era begint wordt er vanaf dit moment wel een nieuwe jaartelling ingezet. Dit is waarschijnlijk omdat de zonnejaren veel korter zijn dan de Valiaanse Jaren.
- 1 - Met de opkomst van de Zon ontwaken de mensen in Hildórien. De Slag onder de Sterren vindt plaats.
- 50 - Ulmo raadt Turgon en Finrod aan een veilige stad te bouwen.
- 69 - Amroth Ancalimon wordt geboren.
- 65 - Finrod bouwt de Barad Nimras (Witte Toren) op de kaap van Falas.
- 75 - Dagor Aglareb: het begin van het Beleg van Angband.
- 75-±200 - Morgoth is in het geheim afwezig in Angband en bezoekt de mensen. Een aantal van hen dwaalt hierdoor af van het rechte pad. Anderen, waaronder de Edain, weigeren hem te volgen.
- ±100 - Finrod voltooit Nargothrond. Fingons volk vertrekt uit Hithlum.
- 126 - Voltooiing van Gondolin waarna Turgons volk er heimelijk heen trekt.
- 265 - Glaurung verschijnt voor het eerst, maar wordt teruggedreven in Angband.
- 305 - Bëor leidt het Eerste Huis van de Edain Beleriand binnen. Ze worden ontdekt door Finrod, met wie ze vriendschap sluiten en van wie ze veel leren.
- 341 - Haldar en Haleth worden geboren.
- 345 - Aredhel en Maeglin reizen naar Gondolin en worden daar gastvrij ontvangen door Amroth Ancalimon. Later vinden Eöl en Aredhel er beiden de dood.
- 389 - Geboorte van Hador.
- 443 - Geboorte van Beren Erchamion.
- 445 - Geboorte van Rodnor, zoon van Orodreth. Later zal hij bekendstaan als Gil-galad.
- 455 - Dagor Bragollach: Morgoth breekt door het Beleg van Angband heen. In een duel doodt hij Fingolfin. Húrin en Huor worden door Thorondor de adelaar naar Gondolin gebracht.
- 456 - Húrin, Amroth en Huor keren terug uit Gondolin.
- 457 - Sauron verovert Finrods wachttoren Minas Tirith; Orodreth vlucht naar Nargothrond en het fort wordt herdoopt tot Tol-in-Gaurhoth: "Eiland van de Weerwolven".
- 461 - Barahir en de zijnen worden door orks gedood in een hinderlaag; enkel Beren overleeft.
- 462 - Beren trekt naar Doriath.
- 463 - Geboorte van Túrin Turambar. Beren ontmoet Lúthien.
- 465 - Celegorm en Curufin worden uit Nargothrond verbannen.
- 468 - Beren en Finrod worden gevangengenomen in Tol-in-Gaurhoth. Finrod wordt gedood door een weerwolf, maar Lúthien verslaat Sauron samen met de hond Huan en redt Beren.
- 469 - Beren en Lúthien bemachtigen een Silmaril. Beren wordt gedood door Carcharoth, waarop Lúthien sterft van verdriet. Dankzij Mandos worden beide geliefden in een sterfelijk leven teruggebracht naar Ossiriand.
- 471 - Nirnaeth Arnoediad: "De Slag van Ongetelde Tranen". Huor, Amroth en Fingon sneuvelen en Húrin wordt gevangengenomen. Tuor, de zoon van Huor wordt geboren.
- 472 - De havens van de Falas worden belegerd en veroverd.
- 473 - Geboorte van Nienor en de dood van Rían.
- 475 - Geboorte van Dior Eluchíl, zoon van Beren en Lúthien, op Tol Galen.
- 494 - Gurthang wordt hersmeed door Amroth voor Túrin. Het zwaard wordt bekend als het Zwarte Zwaard van Nargothrond.
- 495 - Val van Nargothrond na de Slag van Tumhalen. Tuor komt naar Gondolin.
- 497 - Dior huwt Nimloth.
- 498 - Túrin doodt Glaurung, Nienor werpt zich in de rivier de Teiglin en Túrin pleegt zelfmoord.
- 500 - Geboorte van Eluréd en Elurín, de zonen van Dior.
- 501 - Húrin vrijgelaten uit Angband en brengt de schat van het verlaten Nargothrond naar Thingol.
- 502 - De dwergen smeden de Silmaril in Nauglamir onder leiding van Amroth maar raken slaags met Thingol. Tuor huwt Idril.
- circa 502 - Dood van Morwen en Húrin.
- 503 - Thingol wordt gedood en Doriath wordt verwoest door de dwergen; Beren, de Laiquendi en de enten vernietigen het dwergenleger. Melian keert vol treurnis terug naar Valinor. Geboorte van zowel Eärendil als Elwing. Beren en Lúthien sterven nu voor de tweede maal en de Silmaril wordt naar Doriath gebracht.
- 504 - Dior herbouwt Doriath.
- 505 - Fëanors zonen horen van de Silmaril te Doriath. Tegen de zin van hun broer Maedhros eisen de overige zonen de Silmaril op.
- 506 - Op Celegorms wens vallen Fëanors zonen Doriath aan. Amroth Ancalimon huwt Nápoldë Culnámo.
- 507 - De Tweede Broedermoord: Doriath wordt vernietigd; Dior en Nimloth worden gedood; Celegorm, Curufin en Caranthir sneuvelen; Elwing ontsnapt met de Silmaril naar de Mondingen van de Sirion. Maeglin wordt door Morgoths spionnen gevangengenomen.
- 510 - Gondolins verraden door Maeglin en verwoest; Turgon sneuvelt; Ecthelion doodt Gothmog en sterft zelf ook; Glorfindel komt om met een balrog.
- 511 - Tuor en Idril trekken met de overlevenden van Gondolin naar de Mondingen van de Sirion, waar ze met de overlevenden van Doriath de Nieuwe Havens stichten.
- 512 - De zonen van Fëanor horen van de Silmaril in de Nieuwe Havens, maar Maedhros wenst geen bloedvergieten.
- 524 - Eärendil begint zijn grote reizen. Amroth en Nápoldë krijgen twee kinderen: Lumia en Githa. Githa sterft bij bevalling.
- 525 - Eärendil huwt Elwing. Tuor en Idril zeilen naar het westen en keren nooit terug.
- 527 - De zonen van Fëanor maken plannen voor een aanval op de Nieuwe Havens.
- 532 - Geboorte van Elros en Elrond.
- 538 - Derde Broedermoord: Fëanors zonen vernietigen de Nieuwe Havens tijdens Eärendils afwezigheid; Amrod sneuvelt; Elwing werpt zich in zee maar wordt door Ulmo gered; Elros en Elrond worden door Maglor en Maedhros opgevoed.
- 542 - Eärendil komt aan in Valinor en bepleit de zaak van de Noldor, de Sindar en de Edain.
- 545 - Begin van de Oorlog van Gramschap. Vele maiar, de Vanyar en de Edain vechten aan de kant van de valar.
- 587 - Einde van de Oorlog van Gramschap; Morgoth is verslagen, Angband verwoest en de meeste balrogs zijn vernietigd. De laatste twee Silmarillen worden gestolen door Maedhros en Maglor, maar gaan verloren in Aarde en Zee. De Zee van Helcar in het oosten stroomt in de Grote Golf, waardoor Beleriand in zee verdwijnt en de hoogvlakten van Mordor, Khand en Rhûn verrijzen.
- 590 - Morgoth wordt in de Leegte geworpen. Vele elfen krijgen een terugkeer aangeboden en gaan op Tol Eressëa wonen; Galadriel weigert en blijft verbannen; enkele Noldor blijven in Lindon wonen, terwijl diverse Sindar, zoals Thranduil, rijken stichten in het oosten. Sauron vraagt Eönwë om vergeving maar weigert naar Valinor te gaan om zich daar te vernederen.

#### Tweede Era
De Tweede era duurt 3441 jaar, begint met het einde van Morgoths macht in Arda en eindigt met het verslaan van Sauron.
- 1 - Oprichting van Mithlond, de Grijze Havens, onder Círdan, en van Lindon als het rijk van Gil-galad, Hoge Koning van de Noldor in Midden-aarde.
- 32 - De Edain bereiken Númenor; Elros wordt er gekroond tot koning Tar-Minyatur.
- ±40 - Veel dwergen verlaten de verwoeste forten Nogrod en Belegost en sluiten zich aan bij Dúrins volk in Moria.
- 61 - Geboorte van Vardamir Nólimon, het oudste kind van Elros.
- 192 - Geboorte van Tar-Amandil.
- 222 - Geboorte van Nolondil.
- 350 - Geboorte van Tar-Elendil.
- 361 - Geboorte van Eärendur.
- 442 - Elros sterft; zijn erfgenaam Vardamir draagt de troon vrijwel direct over aan Tar-Amandil.
- ±500 - Sauron verschijnt weer in Midden-aarde.
- 521 - Geboorte van Silmariën, waarvan de heren van Andúnië en de koningen van Gondor en Arnor afstammen.
- 543 - Geboorte van Meneldur, Silmariëns broer.
- 590 - Tar-Elendil tot koning gekroond.
- 600 - De eerste Númenoreaanse schepen varen naar Midden-aarde.
- 700 - Geboorte van Anardil.
- 740 - Tar-Meneldur bestijgt de troon.
- 750 - De Noldor stichten het rijk van Eregion nabij Moria.
- 870 - Anardil huwt Erendis.
- 873 - Geboorte van Tar-Ancalimë.
- 875 - Anardil sticht Vinyalondë op de westkust van Midden-aarde voor scheepsreparaties.
- 882 - Anardil en Erendis gaan uit elkaar.
- 883 - Anardil bestijgt de troon als Tar-Aldarion.
- 985 - Erendis sterft.
- ±1050 - Saurons Schaduw valt over het Grote Groenewoud dat sindsdien Demsterwold heet. Sauron begint de bouw van Barad-dûr.
- 1075 - Tar-Ancalimë wordt de eerste koningin van Númenor. Sindsdien is de Númenoreaanse troon erfelijk in zowel mannelijke als vrouwelijke lijn.
- ±1200 - Sauron begint de Noldor van Eregion te verleiden; Gil-galad wantrouwt hem. De Númenoreanen bouwen permanente havens in Midden-aarde, onder andere in Umbar en Lond Daer.
- 1280 - Tar-Anárion wordt koning van Númenor.
- ±1350 - Galadriel en Celeborn vertrekken met hun dochter Celebrían uit Eregion en gaan naar Lothlórien; Celebrimbor wordt de heer van Eregion.
- 1394 - Tar-Súrion wordt koning van Númenor.
- ±1500 - De Noldor van Eregion beginnen op Saurons aansporen de Ringen van Macht te smeden.
- 1566 - Tar-Telperiën wordt de tweede regerende koningin van Númenor.
- ±1600 - Sauron voltooit Barad-dûr en smeed de Ene Ring; Celebrimbor keert zich van hem af waardoor er een oorlog begint.
- 1693 - Begin van de Oorlog van de elfen en Sauron. De Drie Ringen blijven verborgen.
- 1695 - Elrond wordt als luitenant van Gil-galad naar Eregion gestuurd.
- 1697 - Eregion wordt vernietigd; Celebrimbor sneuvelt; Elrond sticht Imladris, ook wel bekend als Rivendel.
- 1699 - Rivendel en Lindon worden belegerd.
- 1700 - Tar-Minastir zendt een grote vloot naar Lindon; Sauron wordt verslagen en trekt zijn troepen terug uit Eriador en de kuststreken.
- 1731 - Tar-Minastir wordt koning van Númenor.
- ±1800 - Númenor begint permanente nederzettingen in Midden-aarde te stichten.
- 1869 - Tar-Ciryatan wordt koning van Númenor.
- 2029 - Tar-Atanamir de Grote wordt koning van Númenor, maar stelt zich vijandig op tegenover de Valar; de "Getrouwen" of Elendili houden heimelijk contact met de elfen.
- 2221 - Tar-Ancalimon wordt koning van Númenor.
- 2251 - Eerste verschijning van de Ringgeesten
- 2280 - Umbar wordt versterkt door de Númenoreanen.
- 2350 - De Getrouwen bouwen Pelargir.
- 2386 - Tar-Telemmaitë wordt koning van Númenor.
- 2526 - Tar-Vanimeldë wordt de derde koningin van Númenor.
- 2637 - Herucalmo neemt de troon in als Tar-Anducal, maar wordt daarna nooit officieel meegerekend in de lijn der koningen.
- 2657 - Tar-Alcarin bestijgt de troon.
- 2737 - Tar-Calmacil bestijgt de troon.
- 2825 - Tar-Ardamin bestijgt de troon.
- 2899 - Ar-Adûnakhôr bestijgt de troon en is de eerste koning van Númenor die zijn naam niet in het Quenya neemt maar in het Adûnaïsch, de taal van de mensen.
- ±2900 - Onderwijzing van elfentalen wordt verboden in Númenor.
- 2962 - Ar-Zimrathôn bestijgt de troon.
- 3033 - Ar-Sakalthôr bestijgt de troon.
- 3102 - Ar-Gimilzôr bestijgt de troon.
- ±3110 - Gebruik van elfentalen en bezoek aan de elfen wordt verboden in Númenor.
- 3119 - Geboorte van Elendil.
- 3177 - Koning Tar-Palantír zet zich af van zijn elfenhatende voorgangers, wat resulteert in burgeroorlogen in Númenor.
- 3209 - Geboorte van Isildur.
- 3219 - Geboorte van Anárion.
- 3243 - De dood van Gimilkhâd, Tar-Palantirs grootste tegenstander.
- 3255 - Gimilkhâds zoon dwingt Míriel, de dochter van wijlen Tar-Palantír, tot een huwelijk en grijpt de macht als Ar-Pharazôn de Guldene.
- 3261 - Ar-Pharazôn vaart naar Midden-aarde en neemt Sauron gevangen.
- 3262 - Sauron wordt naar Númenor gevoerd, waar hij de Númenoreanen begint te corrumperen.
- ±3265 - Sauron wordt Ar-Pharazôns raadgever.
- ±3280 - Isildur weet een vrucht van de witte boom Nimloth te redden, voordat deze in de tempel van Sauron verbrand wordt.
- ±3300 - Sauron wordt hogepriester van Melkor, de "Heer der Duisternis"; vele Getrouwen worden openlijk aan Melkor geofferd.
- 3310 - Op Saurons aanraden bouwt Ar-Pharazôn een groot leger om Aman te veroveren.
- 3318 - Geboorte van Meneldil, de vierde zoon van Anárion en de laatsgeborene in Númenor.
- 3319 - Ar-Pharazôn zet voet aan wal in Aman, waarop de valar de wereldheerschappij neerleggen en Eru de wereld verandert: Aman en Tol Eressëa verdwijnen uit Arda, Númenor verdwijnt in zee en de wereld wordt rond; de Getrouwen onder leiding van Elendil en zijn zonen vluchten naar Midden-aarde.
- 3320 - Stichting van de Rijken in Ballingschap: Gondor en Arnor worden gesticht door Elendil en zijn zonen; de Zwarte Númenoreanen hebben hun rijk in Umbar.
- 3429 - Sauron verovert Minas Ithil en verbrandt de Witte Boom; Isildur vlucht naar Arnor om zijn vader te waarschuwen, terwijl Anárion Osgiliath verdedigt.
- 3430 - Vorming van het Laatste Bondgenootschap van elfen en mensen.
- 3434 - In de Slag van Dagorlad wordt Sauron teruggedreven; begin van het Beleg van Barad-dûr.
- 3440 - Anárion sneuvelt.
- 3441 - Elendil en Gil-galad staan tegenover Sauron, maar worden door hem gedood. Isildur snijdt met het zwaard Narsil Saurons vinger met daaraan de Ring af, waardoor Sauron zijn fysieke vorm verliest. Na deze oorlog vertrekken veel Noldor naar Valinor, wat het einde betekent van hun rijken in Midden-aarde.

#### Derde Era
De Derde Era duurt 3021 jaar. Dit tijdperk eindigt eigenlijk al met de vernietiging van de Ene Ring en de daaropvolgende val van Barad-dûr in 3019, maar het volgende tijdperk begint pas echt met het vertrek van Elrond, Galadriel en Gandalf uit Midden-aarde.
Noot: De Hobbits uit de Gouw hanteren een aparte jaartelling, die begint in het jaar 1601 van de Derde Era. De jaartelling van de Gouw valt derhalve te berekenen door 1600 jaar van de jaartelling van de Derde Era af te trekken.
- 1 - Amroth Ancalimon trekt eropuit om op orks te jagen.
- 2 - Isildur plant een nieuwe Witte Boom in Minas Anor en reist daarna naar Arnor; onderweg worden hij en zijn drie oudste zonen door orks gedood in de Ramp van de Irisvelden; de Ene Ring gaat verloren in de rivier de Anduin.
- 109 - Elrond huwt Celebrían, dochter van Celeborn en Galadriel.
- 130 - Geboorte van Elladan en Elrohir, zonen van Elrond en Celebrían.
- 241 - Geboorte van Arwen Undómiel, dochter van Elrond en Celebrían.
- 490 - Oosterlingen vallen Gondor binnen.
- 541 - Tweede invasie van Oosterlingen; koning Rómendacil sneuvelt.
- ±550 - Koning Turambar van Gondor verslaat de Oosterlingen. Het koninkrijk van Rhovanion wordt een bondgenoot van Gondor.
- 861 - Na de dood van koning Eärendur valt Arnor in drie rijken uiteen: Arthedain, Cardolan en Rhudaur.
- 931 - Amroth reist naar Gondor.
- 933 - In een verrassingsaanval weet Eärnil I van Gondor Umbar te veroveren met hulp van Amroth.
- 936 - Eärnil I verdwijnt op zee.
- ±1000 - De istari verschijnen voor het eerst in Midden-aarde.
- 1015 - Hyarmendacil I bestijgt de troon van Gondor. Zwarte Númenoreanen belegeren Umbar.
- 1030 - De Zwarte Númenoreanen nemen Umbar in, en gijzelen Lumia.
- 1050 - Hyarmendacil I verovert Umbar. De Bruivels migreren naar Eriador.
- 1149 - Hyarmendacil sterft; Atanatar volgt hem op.
- ±1200 - De heerser van Rhovanion neemt de titel "Koning van Rhovanion" aan. Lumia wordt vermoord.
- 1248 - Rómendacil II brengt de Oosterlingen een beslissende slag toe; hij vormt een sterke alliantie met de koning van Rhovanion, die al het land ten oosten van de Anduin toegewezen krijgt.
- 1255 - Geboorte van Eldacar.
- ±1259 - Geboorte van Castamir.
- 1300 - De Nazgûl verschijnen weer in Midden-aarde. Aan de noordwestgrens van Arthedain wordt het betoverde rijk van Angmar gesticht door de Tovenaar-koning van Angmar, die later de Heer van de Nazgûl blijkt te zijn.
- 1344 - De dood van Vidumavi, echtgenote van Gondors kroonprins Valacar.
- 1356 - Koning Argeleb I van Arthedain sneuvelt bij een aanval van Rhudaur, dat onder controle van Angmar staat; zijn zoon Arveleg I volgt hem op.
- 1366 - Valacar wordt koning van Gondor. Amroth keert terug naar het Demsterwold.
- 1409 - Angmar verovert Cardolan, en annexeert Rhudaur; de wachttoren van de Weertop wordt verbrand en vernietigd.
- 1432 - Eldacar volgt zijn vader Valacar op.
- 1437 - Castamir de Usurpator, Heer van de Schepen, grijpt de macht; in deze burgeroorlog gaat de palantír van Osgiliath verloren.
- 1447 - Met een leger uit Rhovanion herovert Eldacar de troon en doodt hij Castamir.
- 1448 - Castamirs zonen ontsnappen met een groot deel van de vloot en nemen Umbar in, zodat de Kapers van Umbar ontstaan.
- 1540 - Koning Aldamir van Gondor sneuvelt in de strijd met de Haradrim.
- 1600 - Twee Vavels, de broers Marco en Blanco, besluiten de Baranduin over te trekken om in het land daarachter te gaan wonen. Velen volgen hen.
- 1601 - De Gouw wordt door hobbits gekoloniseerd.
- 1634 - De Kapers van Umbar vallen Gondor en doden koning Minardil bij Pelargir, waarna ze de stad plunderen. Amroth sterft.
- 1636 - De Grote Pest decimeert Gondor en Rhovanion; de wachttoren van Cirith Ungol wordt verlaten. Ook de hobbits leiden grote verliezen; een groep Stoerders trekt vanuit Eriador terug naar Rhovanion.
- 1810 - Koning Telumehtar de Grote vernietigt Umbar, en noemt zichzelf Umbardacil.
- 1851 - De Wagenrijders vallen Gondor voor het eerst aan.
- 1856 - De Wagenrijders veroveren oostelijke gebieden van Gondor; koning Narmacil II sneuvelt tegen hen.
- 1899 - Gondor valt de Wagenrijders vanuit het oosten aan; het door de Wagenrijders bezette Rhovanion komt in opstand en is bevrijd.
- 1936 - Ondoher volgt Calimehtar op als koning van Gondor.
- 1944 - Bij een invasie van de Wagenrijders en de Haradrim sneuvelt Ondoher kinderloos; Haradrim, Wagenrijders en Variags uit Khand nemen Umbar in, zodat er nieuwe Kapers van Umbar uitvaren.
- 1945 - Arvedui, kroonprins van Arthedain, eist de kroon van Gondor op, maar wordt afgewezen; Eärnil II krijgt de troon toegewezen als achterkleinzoon van de broer van koning Narmacil.
- 1964 - Arvedui volgt zijn vader Araphant op.
- 1974 - Angmar verovert Arthedain: einde van het Noordelijke Koninkrijk. Nápoldë sterft en verschijnt aan de hemel als ster.
- 1975 - Arvedui verdrinkt in zee. Gondor vernietigt Angmar in de Slag bij Fornost.
- 1980 - De dwergen van Moria wekken een balrog, die koning Durin VI doodt en bekend zal staan als Durins Vloek. De Nazgûl keren terug in Mordor.
- 1999 - Stichting van Erebor.
- 2000 - Da Nazgûl belegeren Minas Ithil.
- 2002 - Minas Ithil ingenomen en herdoopt tot Minas Morgul; de palantír wordt buitgemaakt; Minas Anor krijgt hierna de naam Minas Tirith.
- 2043 - Koning Eärnil II sterft, waarop zijn zoon Eärnur hem opvolgt. Hierop wordt Eärnur door de Tovenaar-koning uitgedaagd, maar Eärnur negeert hem.
- 2050 - De uitdaging wordt hernieuwd en Eärnur vertrekt met een klein escorte naar de poorten van Minas Morgul. Hij wordt nooit meer gezien zodat de regering van de koningen van Gondor eindigt en de Stadhouders van Gondor het bestuur sindsdien op zich nemen.
- 2060 - De macht van Dol Guldur groeit; de wijzen vrezen dat Sauron zich er schuil houdt.
- 2063 - Begin van de Waakzame Vrede: Gandalf gaat naar Dol Guldur waarop Sauron zich terugtrekt naar het oosten.
- 2210 - Thorin I verlaat Erebor en gaat naar de Grijze Bergen waar Dúrins volk zich verzamelt.
- 2340 - Isumbras I wordt het dertiende Dinghoofd, als eerste uit de lijn der Toeken. De Oudbokken koloniseren Bokland.
- 2430 - Vermoedelijke geboorte van Sméagol.
- 2460 - Einde van de Waakzame Vrede: Sauron keert nog veel sterker terug naar Dol Guldur.
- 2460 - Sauron zetelt zich neer in Dol Guldur, in het zuiden van het Demsterwold.
- 2463 - Vorming van de Witte Raad. De Stoerder Déagol vindt de Ene Ring; zijn neef Sméagol vermoordt hem en steelt de Ring.
- ±2470 - Sméagol, beter bekend als Gollem, vlucht de Nevelbergen in.
- 2475 - Bij nieuwe aanvallen op Gondor wordt Osgiliath verwoest en de brug vernield.
- ±2480 - De orks beginnen zich te vestigen in de Nevelbergen om de passen naar Eriador te versperren; ook Moria wordt bevolkt met Saurons schepsels.
- 2501 - Eorl de Jonge wordt heer van de Éotheod.
- 2509 - Stadhouder Cirion roept de hulp in van Eorl tegen de Oosterlingen. Celebrían wordt gevangengenomen door orks en loopt een giftige verwonding op. Hierna verliest zij de vreugde in Midden-aarde en wil ze vertrekken naar de Onsterfelijke Landen.
- 2510 - Celebrían vertrekt over Zee. De orks en Oosterlingen openen een massale aanval op Gondor; de Balchoth vallen Rhovanion binnen en vernietigen het rijk. Ook Gondor wordt binnengevallen, waarbij grote delen van Calenardhon worden veroverd. De alliantie van Gondor en de Éotheod drijft de Oosterlingen terug, en de Éotheod krijgen Calenardhon toegewezen. Hun rijk wordt Rohan genoemd, bijgenaamd de Riddermark.
- 2545 - Eorl de Jonge, eerste koning van Rohan, sneuvelt tegen de Oosterlingen. Zijn zoon Brego volgt hem op.
- 2569 - Brego voltooid de Gouden Hal Meduseld.
- 2570 - Baldor, zoon van Brego, betreedt de Paden der doden en wordt nooit meer gezien; Brego sterft van verdriet om zijn zoon; zijn tweede zoon Aldor volgt hem op.
- 2589 - Dáin I door een draak gedood.
- 2590 - Thrór gaat terug naar Erebor; zijn broer Grór gaat naar de IJzerheuvels.
- 2645 - Fréa volgt Aldor op als koning.
- 2659 - Fréawine wordt koning van Rohan.
- 2670 - Tobold plant als eerste 'pijpkruid' in het Zuiderkwartier van de Gouw.
- 2680 - Goldwine wordt koning van Rohan.
- 2683 - Isengrim II wordt het tiende Dinghoofd en begint Groot-Smielen, de grote woning van de Toeken, te graven.
- 2698 - Ecthelion I herbouwt de Witte Toren in Minas Tirith.
- 2699 - Déor wordt koning van Rohan.
- 2718 - Gram wordt koning van Rohan.
- 2740 - De orks beginnen Eriador weer binnen te vallen.
- 2741 - Helm Hamerhand wordt koning van Rohan als laatste koning van de eerste lijn.
- 2746 - Amrothos, 15e prins van Dol Amroth, sneuvelt bij een aanval van de Kapers van Umbar.
- 2747 - Orks vallen onder leiding van Golfimbul de Gouw binnen, maar worden door Bandobras Toek verslagen.
- 2758 - De Donkerlanders vallen Rohan onder de leiding van Wulf vanuit het westen binnen, terwijl de Oosterlingen uit het oosten aanvallen; de Kapers vallen Gondor aan; Helm trekt zich terug in de Hoornburg in Helmsdiepte; Wulf neemt Edoras in.
- De Lange Winter van 2758-2759: Zware verliezen in Rohan en Eriador; Rohan bezet; Helm en zijn aanhangers worden belegerd in de Hoornburg.
- 2759 - De dood van Helm. Zijn neef Fréaláf bevrijdt Rohan en wordt koning. Saruman neemt zijn intrek in Isengard.
- 2770 - De draak Smaug overvalt Erebor en verwoest Dal; Thrór ontsnapt met zijn zoon, Thráin II, en diens zoon Thorin Eikenschild.
- 2790 - Thrór wordt in Moria door de orkkoning Azog gedood; Thrain roept vele dwergen bijeen voor een vergeldingsoorlog. Geboorte van Gerontius, die bekend zal staan als de Oude Toek.
- 2793 - Begin van de Oorlog tussen de dwergen en orks; in de jaren daarna vernietigen de dwergen systematisch veel orkvestingen in de Nevelbergen, waarop de overlevende orks naar Moria vluchten.
- 2798 - Koning Fréalaf Hildeszoon sterft; zijn zoon Brytta Léofa volgt hem op.
- 2799 - Slag van Nanduhirion bij de Oostpoort van Moria; Dáin II IJzervoet doodt Azog en keert terug naar de IJzerheuvels; Thrain II en zijn zoon Thorin Eikenschild vestigen zich in 2802 in de Ered Luin.
- 2800-'64 Orks uit het noorden voeren oorlog met Rohan; koning Walda sneuvelt in 2851.
- 2841 - Thráin II gaat op pas om Erebor weer te bezoeken; Saurons dienaren achtervolgen hem.
- 2845 - Thráin wordt in Dol Guldur gevangen gehouden; hij wordt gemarteld en de laatste van de Zeven Ringen wordt hem afgenomen.
- 2850 - Gandalf gaat weer naar Dol Guldur en ontdekt dat de Zwarte Tovenaar inderdaad Sauron is; in de kerkers ontdekt hij Thráin die hem de sleutel van Erebor geeft; Thráin sterft in Dol Guldur.
- 2851 - Gandalf dringt de Witte Raad erop aan om Dol Guldur aan te vallen; Saruman wijst dit voorstel af en begint zelf heimelijk bij de Irisvelden te zoeken.
- 2852 - Stadhouder Belecthor II sterft, evenals de Witte Boom; daar er geen kiemplant wordt gevonden blijft de Dode Boom staan.
- 2864 - Koning Folca van Rohan overleeft zijn jacht op het Zwijn van Immerholt niet; zijn zoon Folcwine volgt hem op.
- 2879 – Geboorte van Gimli.
- 2885 - Opgestookt door Sauron vallen de Haradrim Gondor aan om Harondor in te nemen; Folcwines tweelingzonen Folcred en Fastred sneuvelen in dienst van Gondor.
- 2890 - Geboorte van Bilbo Balings.
- 2901 - De Uruks uit Mordor vallen Ithilien regelmatig aan, waarop de inwoners van de streek wegtrekken; de Henneth Annûn wordt hierop als geheime schuilplaats gebouwd.
- 2903 - Folcwine sterft en wordt opgevolgd door zijn jongste zoon Fengel, die zich in de jaren daarop niet geliefd maakt.
- 2907 - Geboorte van Gilraen, moeder van Aragorn II.
- 2911-'12 - De Strenge Winter: rivieren, waaronder de Baranduin, vriezen dicht; Witte wolven vallen Eriador binnen tot in de Gouw.
- 2912 - Grote overstromingen verwoesten Enedwaith en Minhiriath, waarop Tharbad verlaten wordt.
- 2920 - Gerontius de Oude Toek sterft, 130 jaar oud.
- 2929 - Arathorn II, de zoon van Arador van de Dúnedain, huwt Gilraen.
- 2930 - Arador gedood door trollen; Arathorn wordt het hoofd van de Dúnedain. Denethor II, zoon van stadhouder Ecthelion II, wordt geboren.
- 2931 - Geboorte van Aragorn II, zoon van Arathorn en Gilraen.
- 2933 - Arathorn sneuvelt; Aragorn wordt naar Rivendel gebracht waar Elrond hem als pleegzoon neemt en hem Estel (Hoop) noemt.
- 2939 - Saruman ontdekt dat Saurons dienaren de Anduin en de Irisvelden afzoeken: Sauron is dus op de hoogte van Isildurs dood. Saruman zegt echter niets tegen de Raad.
- 2941 - Thorin Eikenschild gaat met twaalf andere dwergen en Bilbo Balings op weg naar Erebor. Onderweg in de Nevelbergen ontmoet Bilbo Gollem en vindt hij de Ring. De Witte Raad besluit Dol Guldur aan te vallen. Sauron geeft Dol Guldur op, maar heeft al nieuwe plannen klaar. Bard de Boogschutter van Esgaroth doodt Smaug. In de Slag van Vijf Legers in Dal weet een coalitie van Dwergen, Elfen en Mensen met hulp van de adelaars en Beorn de orks en de wargs te verpletteren; Thorin sneuvelt. Dáin II IJzervoet wordt Koning onder de Berg.
- 2942 - Bilbo keert terug naar de Gouw. Sauron gaat heimelijk naar Mordor.
- 2944 - Bard wordt koning van het herbouwde Dal. Gollem begint de "dief" van zijn ring te zoeken.
- 2948 - Théoden, zoon van koning Thengel, wordt geboren.
- 2950 - Geboorte van Finduilas, dochter van Adrahil van Dol Amroth.
- 2951 - Sauron vertoont zich openlijk in Mordor, waarna hij begint aan de herbouw van de Barad-dûr; drie Nazgûl worden gestuurd om Dol Guldur weer in te nemen. Gollem gaat naar Mordor. Elrond vertelt 'Estel' van zijn ware afkomst en geeft hem de scherven van Narsil. Aragorn ontmoet Arwen en trekt de wildernis in.
- 2953 - De laatste vergadering van de Witte Raad; Saruman beweert dat de Ring door de Anduin naar zee is gestroomd. Saruman neemt bezit van Isengard dat hij versterkt; hij laat Gandalf bespioneren en brengt spionnen aan in Breeg en het Zuiderkwartier.
- 2954 - De Doemberg spuwt weer vuur. De laatste bewoners van Ithilien vluchten de Anduin over.
- 2956 - Aragorn en Gandalf ontmoeten elkaar voor het eerst.
- 2957-'80 - Aragorn onderneemt veel grote missies; onder de naam Thorongil dient hij Thengel van Rohan en Ecthelion II van Gondor.
- 2968 - Geboorte van Frodo Balings.
- 2976 - Denethor huwt Finduilas.
- 2977 – Bain volgt zijn vader Bard op in Dal.
- 2978 - Geboorte van Boromir, zoon van Denethor II.
- 2980 - In Lothlórien ontmoeten Aragorn en Arwen elkaar; hij geeft haar de Ring van Barahir en ze zweren elkaar trouw. Frodo's ouders verdrinken. Aragorn vaart naar het zuiden en behaalt een overwinning op Umbar waarbij de Kapitein van de Haven (de leider van de Kapers) wordt gedood. Gollem bereikt de grenzen van Mordor en ontmoet Shelob. Théoden volgt Thengel op als koning van Rohan.
- 2982 - Geboorte van Meriadoc Brandebok (Merijn).
- 2983 - Geboorte van Sam Gewissies, en tevens van Faramir, zoon van Denethor.
- 2984 - Ecthelion II sterft; zijn zoon Denethor wordt stadhouder.
- 2988 - Finduilas sterft; Denethor zal hier altijd onder blijven lijden.
- 2989 – Balin verlaat Erebor en trekt Moria binnen. Frodo onder voogdijschap van Bilbo.
- 2990 - Geboorte van Peregrijn Toek (Pepijn).
- 2991 - Geboorte van Éomer, zoon van Éomund.
- 2994 - Balin gedood; de dwergenkolonie van Moria wordt vernietigd.
- 2995 - Geboorte van Éowyn, zuster van Éomer.
- ±3000 - Saruman verraadt de Witte Raad en gebruikt de palantír van Orthanc. Zijn spionnen merken op dat de Dolers de Gouw streng bewaken.
- 3001 - Na een groot feest verlaat Bilbo de Gouw. Gandalf begint te vermoeden dat Bilbo's ring de Ene Ring is en laat de bewaking van de Gouw verdubbelen; hij roept Aragorns hulp in om Gollem op te sporen.
- 3002 - Bilbo vestigt zich in Rivendel.
- 3004 - Gandalf bezoekt Frodo en blijft dat de komende vier jaar regelmatig doen.
- 3007 – Brand volgt Bain op als koning van Dal. Gilraen sterft.
- 3009 - In de volgende acht jaar gaan Gandalf en Aragorn andermaal op zoek naar Gollem. Gollem waagt zich in deze jaren in Mordor, waar hij wordt gevangengenomen, gemarteld en ondervraagd. Daar onthult hij dat de Ring in de Gouw te vinden is, zodat Sauron gericht op zoek kan om zijn bezit terug te krijgen.
- 3017 - Gollem wordt vrijgelaten, maar in de Dode Moerassen door Aragorn gevangen en naar Thranduil in het Demsterwold gebracht. Gandalf bezoekt Minas Tirith en leest de perkamentrol van Isildur na.

#### De Grote Jaren
De Grote Jaren zijn de jaren van de Oorlog om de Ring en de ondergang van Sauron. Het grootste gedeelte van In de Ban van de Ring speelt in deze jaren.
3018
- De Ringgeesten worden op pad gestuurd om de Ring te zoeken.
- 12 april: Gandalf concludeert dat Frodo's ring de Ene Ring is en sommeert hem ermee uit de Gouw te vertrekken.
- 20 juni: Sauron valt Osgiliath aan.
- 4 juli: Boromir vertrekt uit Minas Tirith.
- 10 juli: Saruman zet Gandalf gevangen in Orthanc.
- 18 september: Gandalf ontsnapt.
- 19-21 september: Gandalf bereikt Edoras en vertrekt met Schaduwvacht.
- 23 september: Frodo vertrekt met zijn vrienden uit Balingshoek.
- 26 september: De hobbits ontmoeten Tom Bombadil.
- 30 september: In Breeg ontmoeten zij Aragorn.
- 6 oktober: Frodo gewond op de Weertop.
- 20 oktober: Frodo steekt de Voorde van de Bruinen over.
- 25 oktober: De Raad van Elrond vergadert in Rivendel om te beslissen over het lot van de Ring.
- 25 december: Het Reisgenootschap van de Ring vertrekt in de avond uit Rivendel.

3019
- 15 januari: Gandalf bevecht een balrog in Moria en valt in de afgrond van Khazad-Dûm; het Reisgenootschap reist verder zonder hem.
- 25 februari: Het Reisgenootschap passeert de Argonath. Eerste Slag van de Voorden van de Isen: Théodred, zoon van Théoden, sneuvelt.
- 26 februari: Het Reisgenootschap valt uiteen; Boromir wordt gedood.
- 29 februari: Merijn en Pepijn ontsnappen aan de orks en ontmoeten Boombaard.
- 1 maart: Aragorn, Legolas en Gimli ontmoeten Gandalf de Witte en gaan met hem naar Edoras. Frodo bereikt de Dode Moerassen.
- 2 maart: Tweede Slag van de Voorden van de Isen; de enten vernietigen Isengard.
- 3 maart: Slag om Helmsdiepte.
- 5 maart: Het leger van Rohan bereikt Isengard.
- 7 maart: Faramir neemt Frodo mee naar Henneth Annûn.
- 8 maart: Aragorn betreedt de Paden der doden met Gimli, Legolas en de Dolers.
- 9 maart: Gandalf en Pepijn komen aan in Minas Tirith.
- 10 maart: Frodo en Sam zien het leger van Minas Morgul. Vanuit Morannon neemt een leger van Sauron Cair Andros in, waarna het Anórien binnentrekt.
- 12 maart: Gollem leidt Frodo Shelobs Leger binnen.
- 13 maart: Osgiliath aangevallen. De orks van Cirith Ungol nemen Frodo gevangen. Aragorn verovert de vloot van Umbar, bij Pelargir.
- 15 maart: De Tovenaar-koning verwoest de poort van Minas Tirith bij het ochtendkrieken; Denethor verbrand zichzelf op een brandstapel; de Rohirrim arriveren net op tijd: De Slag van de Velden van Pelennor, Théoden sneuvelt waarop Éomer hem opvolgt. Merijn en Éowyn vernietigen de Tovenaar-koning. De slag wordt gewonnen door de aankomst van Aragorn en zijn manschappen. Sam en Frodo ontsnappen. Slag onder de bomen in Demsterwold en tweede aanval op Lothlórien.
- 16 maart: Laatste overleg tussen de bevelhebbers.
- 17 maart: Slag in Dal; koning Brand en koning Dain IJzervoet sneuvelen; vele mensen en dwergen worden in Erebor belegerd.
- 18 maart: Het leger vertrekt uit Minas Tirith. Frodo en Sam komen tussen een troep orks terecht.
- 25 maart: Omsingeling van het leger op de Slakkeheuvels. Frodo en Sam bereiken de Sammath Naur, waar Gollem zich meester maakt van de Ring en in de Doemspleten stort. Val van de Barad-dûr en einde van Sauron.
- 27 maart: Beleg van Erebor verbroken.
- Mei: Aragorn gekroond tot Elessar, koning van het Herenigd Koninkrijk van Arnor en Gondor. Gandalf vindt een zaailing van de Witte Boom.
- Middenjaarsdag: Elessar huwt Arwen Undómiel.
- 21 september: De hobbits en Gandalf komen aan in Rivendel.
- 22 september: Saruman bereikt de Gouw.
- 1 november: Arrestatie van Frodo, Sam, Pepijn en Merijn in Puitenlee.
- 3 november: Slag van Bijwater; dood van Saruman en Gríma Slangtong.

3020-3021
- 1 mei 3020: Sam Gewissies trouwt met Roosje Katoen.
- 22 september 3021: Bilbo wordt 131.
- 29 september 3021: Bilbo, Frodo, Galadriel, Elrond en Gandalf vertrekken uit Midden-aarde.
- 6 oktober: Sam keert terug in Balingshoek.

#### Vierde Era
- 13 - Peregrijn Toek wordt Dinghoofd van de Gouw.
- 34 - Dood van prins Imrahil.
- 43 - Geboorte van Eldarion, zoon van Arwen en Elessar.
- 61 - Na de dood van Roosje vertrekt meester Sam Gewissies ook uit Midden-aarde; het Rode Boek van de Westmark geeft hij voor zijn vertrek aan zijn kinderen in de Torenheuvels.
- 63 - Peregrijn en Meriadoc trekken naar Rohan en ontmoeten Éomer vlak voor zijn dood; daarna gaan ze naar Minas Tirith waar ze hun laatste jaren slijten.
- 82 - Faramir sterft, 120 jaar oud.
- 120 - Dood van koning Elessar, 210 jaar oud. Legolas bouwt een schip en vertrekt uit Midden-aarde; Gimli gaat naar verluidt met hem mee.
- 121 - Arwen trekt naar het verlaten Caras Galadhon.
- 121 - Arwen sterft.
- 123 - De laatste boselfen trekken onder leiding van Celeborn naar de grijze havens en verlaten Midden aarde.
- 124 - Cirdan vertrekt als laatste van de elfen uit Midden aarde.

#### Zevende Era
De Zevende Era valt samen met de Christelijke jaartelling.

#### Toekomst
Er is weinig over bekend wat er na de Zevende Era en in eventuele volgende era's zou komen behalve dat aan het einde Melkor, Morgoth weer zou ontsnappen uit de tijdloze leegte en de wereld zou verwoesten. Er zou dan een tweede Ainulindalë komen. De dwergen geloven dat zij Aulë mee zouden mogen helpen met het vormen van de nieuwe wereld.

## Oorlogen en veldslagen

### Eerste Era
Jaren van de Bomen
- 4590 - Slag der Machten: Melkor gevangengenomen.
- 4995 - Broedermoord te Alqualondë.
- 4997 - Eerste Slag van Beleriand.

Jaren van de Zon
- 1 - Dagor-nuin-Giliath, Slag onder de Sterren.
- 75 - Dagor Aglareb, Glorieuze Slag.
- 75-455 - Beleg van Angband.
- 455 - Dagor Bragollach, Slag van de Plotselinge Vlam.
- 471 - Nirnaeth Arnoediad, Slag van de Ongetelde Tranen.
- 495 - Slag van Tumhalad, vernietiging van Nargothrond.
- 510 - Val van Gondolin.
- 503 - Eerste Verwoesting van Doriath.
- 506 - Tweede Verwoesting van Doriath.
- 545-587 - Oorlog van Gramschap.

### Tweede Era
- 1693-1707 - Oorlog van de Elfen en Sauron.
- 3319 - Ar-Pharazôn valt Aman aan.
- 3429 - Sauron verovert Minas Ithil.
- 3434 - Slag van Dagorlad.
- 3434-3441 - Belegering van Barad-dûr.
- 3441 - Sauron bevecht Elendil en Gil-galad in eigen persoon.

### Derde Era
- 2 - Ramp van de Irisvelden.
- 1432 - Rebellie in Gondor.
- 1447 - Eldacar verslaat Castamir.
- 1945 - Slag van de Camp, tegen de Wagenrijders.
- 1975 - Slag van Fornost.
- 2509 - Slag van het veld van Celebrant.
- 2747 - Slag van Groeneveld in de Gouw.
- 2799 - Slag van Azanulbizar.
- 2941 - Slag van de Vijf Legers.
- 2989 - Balin vertrekt met vele volgelingen om Khazad-Dûm te herclaimen.
- 2994 - Orks vernietigen de laatste dwergen in Moria.

#### Oorlog om de Ring
- 20 juni 3018 - Sauron valt Osgiliath aan.
- 23 september 3018 - De Nazgûl verdrijven de Dolers die de Gouw bewaken.
- 28 september 3018 - Tom Bombadil verslaat de Grafgeest.
- 30 september 3018 - De Nazgûl vallen Krikhol en Breeg aan.
- 3 oktober 3018 - Gandalf bevecht de Nazgûl op de Weertop.
- 6 oktober 3018 - De Nazgûl vallen Aragorn en de hobbits aan op de Weertop.
- 11 oktober 3018 - Glorfindel verdrijft de Nazgûl van de Voorde van de Bruinen.
- 20 oktober 3018 - De Nazgûl verdwijnen in het water van de Bruinen.
- 13 januari 3019 - Bij de Caradhras vallen de wargs het Reisgenootschap aan.
- 14 januari 3019 - Gevecht met orks in Moria.
- 15-25 januari 3019 - Gevecht tussen Gandalf en Durins Vloek.
- 17 januari 3019 - Orks volgen het Reisgenootschap naar Lothlórien en worden vernietigd.
- 23 februari 3019 - Orks beschieten het Reisgenootschap bij Sarn Gebir.
- 25 februari 3019 - Eerste Slag van de Voorden van de Isen.
- 26 februari 3019 - Orks vallen bij Parth Galen het Reisgenootschap aan.
- 26-29 februari 3019 - De orks die Pepijn en Merijn gevangennamen vechten meermalen onderling.
- 29 februari 3019 - De Rohirrim doden de orks bij Fangorn.
- 2 maart 3019 - Tweede Slag van de Voorden van de Isen. Vernietiging van Isengard.
- 3 maart 3019 - Slag bij Helmsdiepte.
- 7 maart 3019 - Gevecht in Ithilien tussen Zuiderlingen en mensen van Gondor.
- 11-22 maart 3019 - Aanvallen op Lothlórien door orks uit Mordor en Dol Guldur.
- 12 maart 3019 - Sam Gewissies verjaagt Shelob. Aragorn en de Doden veroveren de Vloot van de Kapers.
- 13 maart 3019 - Slag bij Osgiliath.
- 15 maart 3019 - Slag van de Velden van Pelennor.
- 17-20 maart 3019 - Slag in Dal.
- 23-25 maart 3019 - Slag in het Demsterwold.
- 23-25 maart 3019 - Herovering van Cair Andros.
- 25 maart 3019 - Slag van de Morannon. Val van de Barad-dûr en vernietiging van de Ene Ring.
- 27 maart 3019 - Einde van het Beleg van Erebor.
- 1 november 3019 - Frodo, Sam, Pepijn en Merijn verjagen Willem Varentje bij de Poorten van de Gouw.
- 3 november 3019 - Slag van Bijwater.

### Einde der Tijden
Dagor Dagorath (volgens de Tweede Profetie van Mandos).